# جوان ريبو
جوان ريبو (من مواليد 17 سبتمبر 1947) سياسي ومهندس إسباني، شغل منصب رئيس بلدية فالنسيا منذ 13 يونيو 2015. ريبو عضو في كومبرومايس.

## الحياة المهنية
ولد ريبو في 17 سبتمبر 1947 في مانريسا بمقاطعة برشلونة. درس الهندسة الزراعية في جامعة البوليتكنيك في فالنسيا. عمل ريبو لاحقًا كمدرس بالمدرسة وأستاذًا جامعيًا.
أصبح ريبو نشطًا في السياسة الفالنسية في الثمانينيات. كان عضوًا في كورتس فالنسيان لليسار المتحد بين عامي 1995 و2007. في عام 2007 ترك الحزب وفي عام 2011 أصبح ناشطًا سياسيًا مرة أخرى عندما انضم إلى كومبرومايس.
بعد انتخابات مجلس فالنسيا في مايو 2015 أصبح عمدة فالنسيا في 13 يونيو 2015، خلفًا لريتا باربيرا من حزب الشعب في انتخابات المجلس التاريخية.
بعد الانتخابات المحلية لعام 2019 التي جرت في 26 مايو فاز ريبو بالانتخابات وانتُخب مرة أخرى رئيسًا لبلدية فالنسيا. كانت هذه هي المرة الأولى التي يأتي فيها التوفيقي بالمركز الأول في الانتخابات المحلية في مدينة فالنسيا.

## الحياة الشخصية
في أوقات فراغه، ريبو بستاني وراكب دراجات.